# Самтер (округ, Алабама)
Шаблон:StateAbbr_ 32°35′30″ пн. ш. 88°12′15″ зх. д. / 32.591666666667° пн. ш. 88.204166666667° зх. д.
Округ Самтер (англ. Sumter County) — округ (графство) у штаті Алабама. Ідентифікатор округу 01119.

## Історія
Округ утворений 1832 року.

## Демографія
За даними перепису
2000 року
загальне населення округу становило 14798 осіб, усе сільське.
Серед мешканців округу чоловіків було 6795, а жінок — 8003. В окрузі було 5708 домогосподарств, 3665 родин, які мешкали в 6953 будинках.
Середній розмір родини становив 3,26.
Віковий розподіл населення поданий у таблиці:
| Стать    | До 15 років | 15-21 | 22-29 | 30-39 | 40-49 | 50-65 | 65-85 | Понад 85 |
| -------- | ----------- | ----- | ----- | ----- | ----- | ----- | ----- | -------- |
| Чоловіки | 1811        | 887   | 753   | 792   | 905   | 897   | 637   | 113      |
| Жінки    | 1736        | 995   | 847   | 950   | 1154  | 1015  | 1058  | 248      |

## Суміжні округи
- Пікенс — північ
- Грін — північний схід
- Маренго — південний схід
- Чокто — південь
- Лодердейл, Міссісіпі — південний захід
- Кемпер, Міссісіпі — захід
- Ноксабі, Міссісіпі — північний захід

## Виноски
1. ↑  American FactFinder. Бюро перепису населення США. Архів оригіналу за 26 лютого 2012. Процитовано 31 січня 2008. [Архівовано 2008-05-21 у Wayback Machine.]
2. ↑  Oregon: Population of Counties by Decennial Census: 1900 to 1990 — Бюро перепису населення США (англ.)
3. ↑  http://factfinder2.census.gov
4. ↑  Архівована копія. Архів оригіналу за 11 серпня 2012. Процитовано 25 травня 2012.{{cite web}}:  Обслуговування CS1: Сторінки з текстом «archived copy» як значення параметру title (посилання)